# Brongniartia argyrophylla
Brongniartia argyrophylla är en ärtväxtart som beskrevs av Mcvaugh. Brongniartia argyrophylla ingår i släktet Brongniartia och familjen ärtväxter. Inga underarter finns listade i Catalogue of Life.